# مادریگالخو دل منته
مادریگالخو دل منته (به اسپانیایی: Madrigalejo del Monte) یک شهرستان در اسپانیا است.